# Bataille de Givenchy
Première Guerre mondiale
Batailles
Front d'Europe de l’Ouest
- Liège (8-1914)
- Namur (8-1914)
- Frontières (8-1914)
- Anvers (9-1914)
- Grande Retraite (9-1914)
- Marne (9-1914)
- Course à la mer (9-1914)
- Yser (10-1914)
- Messines (10-1914)
- Ypres (10-1914)
- Givenchy (12-1914)
- 1re Champagne (12-1914)
- Hartmannswillerkopf (1-1915)
- Neuve-Chapelle (3-1915)
- 2e Ypres (4-1915)
- Colline 60 (4-1915)
- Artois (5-1915)
- Festubert (5-1915)
- Quennevières (6-1915)
- Linge (7-1915)
- 2e Artois (9-1915)
- 2e Champagne (9-1915)
- Loos (9-1915)
- Verdun (2-1916)
- Redoute Hohenzollern (3-1916)
- Hulluch (4-1916)
- 1re Somme (7-1916)
- Fromelles (7-1916)
- Arras (4-1917)
- Vimy (4-1917)
- Chemin des Dames (4-1917)
- 3e Champagne (4-1917)
- 2e Messines (6-1917)
- Passchendaele (7-1917)
- Cote 70 (8-1917)
- 2e Verdun (8-1917)
- Malmaison (10-1917)
- Cambrai (11-1917)
- Bombardements de Paris (1-1918)
- Offensive du Printemps (3-1918)
- Lys (4-1918)
- Aisne (5-1918)
- Bois Belleau (6-1918)
- 2e Marne (7-1918)
- 4e Champagne (7-1918)
- Château-Thierry (7-1918)
- Le Hamel (7-1918)
- Amiens (8-1918)
- Cent-Jours (8-1918)
- 2e Somme (9-1918)
- Bataille de la ligne Hindenburg
- Meuse-Argonne (10-1918)
- Cambrai (10-1918)

Front italien
Front d'Europe de l’Est
Front des Balkans
Front du Moyen-Orient
Front africain
Bataille de l'Atlantique
La bataille de Givenchy est une bataille de la Première Guerre mondiale qui eut lieu du 18 au 22 décembre 1914 près de Neuve-Chapelle et Givenchy-lès-la-Bassée en France, opposant les armées de l'Empire britannique et de l'Empire allemand.

## Contexte historique
Les Britanniques souhaitent soulager les Français de l'importante pression exercée par les Allemands à Arras.

## Déroulement
De violents combats éclatent le 19 décembre, lorsque les troupes indiennes de la division Lahore lancent une attaque avec succès en capturant deux lignes de tranchées allemandes. Cependant, leur succès est de courte durée : les Allemands lancent une rapide contre-attaque et les troupes indiennes sont obligées de battre en retraite.
Le lendemain, l'armée britannique est quelque peu prise par surprise par une attaque massive lancée par les Allemands maintenant positionnés autour de Givenchy. La cible est clairement portée contre les tranchées occupées par les troupes indiennes celles-là mêmes qui ont mené des opérations la veille.
Les tactiques défensives sont sérieusement entravées par les conditions dans lesquelles vivent les soldats indiens dans les tranchées, fortement saturées d'eau. Par conséquent, la force allemande franchit et réussit à occuper une partie de Givenchy jusqu'à ce que deux bataillons de réserve britanniques décident de riposter. Elle est reprise le 20 décembre.
Les Allemands lancent par la suite une série de contre-attaques avant que les positions britanniques ne viennent être renforcées par la Ire armée du général Douglas Haig. 
La fin des combats marque le retour aux lignes de départ, les Britanniques ayant toutefois perdu deux fois plus d'hommes que les Allemands. Les pertes britanniques sont de 4 000 morts ou blessés tandis que les pertes de l'Empire allemand s’élèvent à 2 000 morts ou blessés.